# 암사자(들)
암사자(들)(Lioness[es])은 한국에서 제작된 홍재희 감독의 2008년 드라마 영화이다. 홍성아 등이 주연으로 출연하였고 남채희 등이 제작에 참여하였다.

## 출연

### 주연
- 홍성아
- 정인기
- 조한희

### 조연
- 이용녀
- 서민경

## 제작진
- 조명: 박준규
- 조연출: 김이경
- 붐어시스턴트: 정지영
- 미술: 이민아